# Masahiro Ando
Pour les articles homonymes, voir Masahiro.
Masahiro Ando (安藤 正裕, Ando Masahiro) est un footballeur japonais né le 2 avril 1972 dans la préfecture de Saitama au Japon.

## Palmarès
- Shimizu S-Pulse: 
  - Coupe de la Ligue: Vainqueur en 1996
- Júbilo Iwata: 
  - Supercoupe du Japon: Vainqueur en 2000
  - Championnat du Japon: Champion en 1999[1]